# Takson monofiletyczny

Przykład graficznej prezentacji taksonu monofiletycznego. Cała grupa zaznaczona kolorem ma wspólnego przodka.

Takson monofiletyczny – takson, który obejmuje wszystkich potomków ostatniego wspólnego przodka, znanego lub hipotetycznego. Przykładem są ssaki.
Za kryterium monofiletyzmu przyjmuje się posiadanie przez wszystkich członków grupy (np. wszystkie gatunki) przynajmniej jednej cechy apomorficznej odziedziczonej po ich wspólnym przodku.
Charakter monofiletyczny mają ze swej natury klady (niekoniecznie stanowiące taksony w systemach klasyfikacyjnych), stąd często mówi się o „grupach monofiletycznych”.
Opisana wyżej definicja wprowadzona została przez Williego Henniga w 1966 roku. W szerszym znaczeniu, zgodnie z mianownictwem zaproponowanym przez Petera Ashlocka w 1971 r.,  za monofiletyczną uznaje się każdą grupę obejmującą potomków wspólnego przodka (niekoniecznie wszystkich). Taka definicja monofiletyzmu obejmuje również grupy parafiletyczne, więc grupy monofiletyczne sensu Hennig określa się – dla rozróżnienia – mianem holofiletycznych; monofiletyzm jest w tym ujęciu przeciwieństwem polifiletyzmu; terminologia taka stosowana jest głównie przez zwolenników systematyki ewolucyjnej, którzy – w przeciwieństwie do zwolenników systematyki filogenetycznej – dopuszczają istnienie taksonów parafiletycznych w klasyfikacjach i uznają rozróżnienie między grupami mono- i polifiletycznymi za ważniejsze niż między holo- i parafiletycznymi.

## Literatura
- Colin Tudge, The Variety of Life. Oxford University Press, 2000, ISBN 0-19-860426-2.
- Jerzy Dzik, Dzieje życia na Ziemi, Warszawa: Wydawnictwo Naukowe PWN, kwiecień 2011, ISBN 978-83-01-16678-6.